# 澳門半島
澳門半島（葡萄牙語：Península de Macau）是組成澳門的四大部份（區域）之一，是澳門居民的主要聚居地，也是澳門最早開發的地區，有超過四百年的歷史。位於澳門半島的澳門歷史城區於2005年正式被列入世界文化遺產名錄內。

## 地理

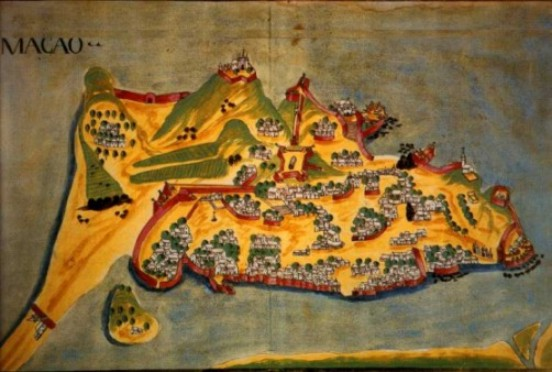
1639年的澳門半島和青洲

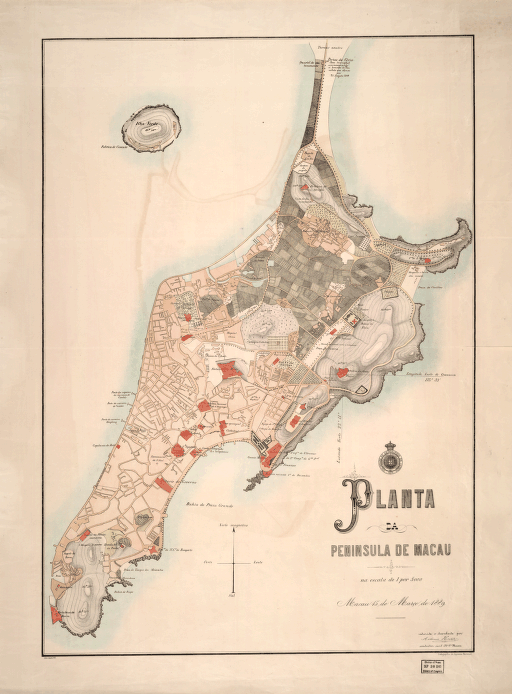
1889年的澳門半島和青洲

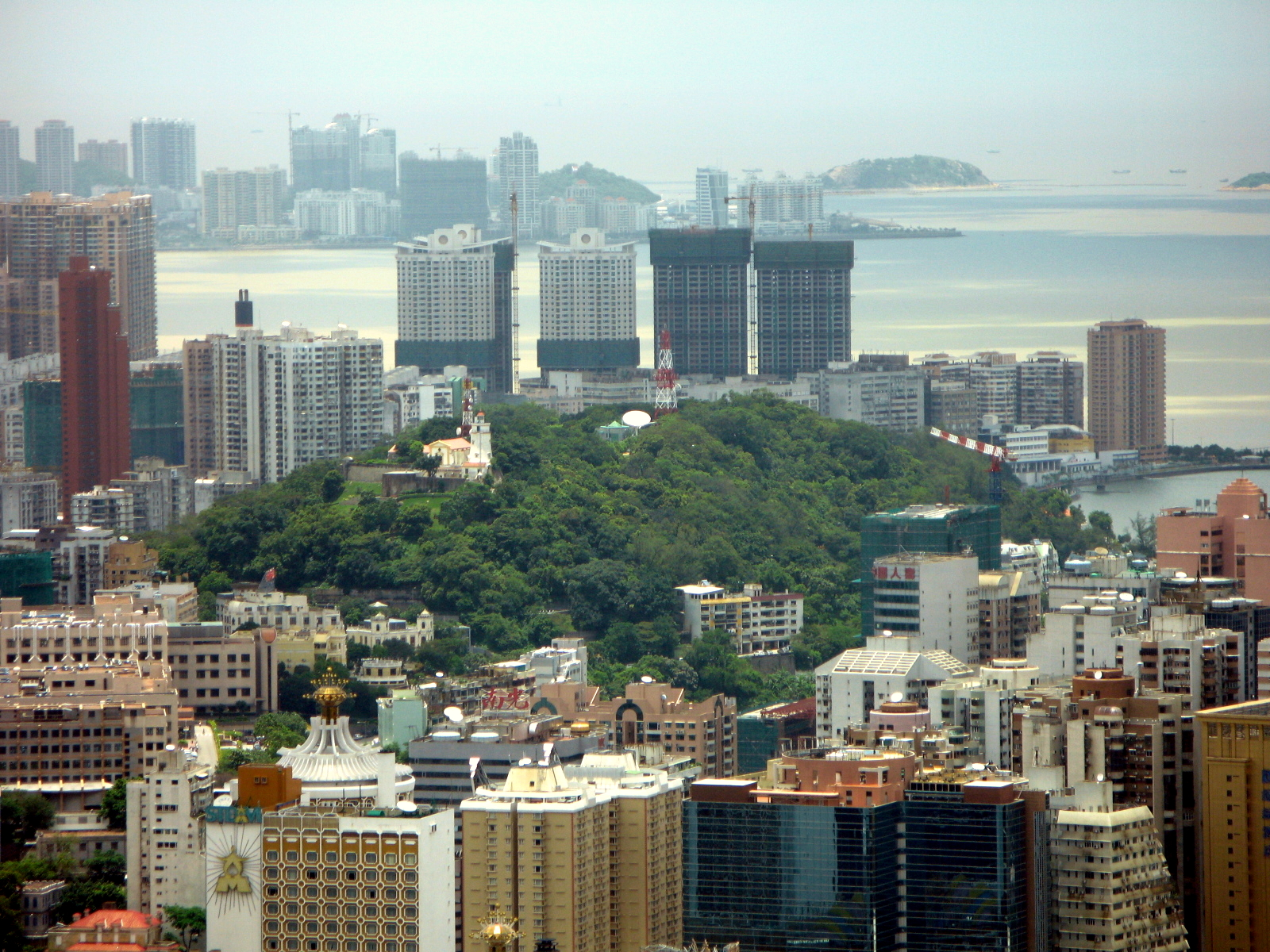
被高樓包圍的東望洋山，其上面是東望洋燈塔

澳門半島在數千年前為一海上小島（澳門島），為萬山群島的一部份，其後因珠江口西側的泥沙而令珠海和澳門之間形成一連島沙洲（即現時的關閘馬路），澳門島才開始與中國大陸相連，加上多年的填海才形成今日的澳門半島。
澳門半島的平地大部分由填海取得。據統計暨普查局（2011年）資料，澳門半島的面積約為9.3平方公里，人口約52.2萬人。
澳門半島的北面關閘地區和廣東省的珠海市拱北連接，西面與同屬珠海市的灣仔對望，南面與氹仔隔海相望，東北面則與香港的大嶼山隔珠江入海口相望。

### 山峰
澳門半島的山峰皆為小山，平均海拔高度在100米以下，而且分佈零散。澳門半島的最高點為東望洋山（松山）北峰，高度為海拔93米。
| 名稱               | 高度（米） | 行政區劃     |
| ------------------ | ---------- | ------------ |
| 東望洋山（松山）   | 93         | 望德堂區     |
| 媽閣山             | 71.6       | 風順堂區     |
| 西望洋山（主教山） | 62.7       | 風順堂區     |
| 望廈山（黑鬼山）   | 60.7       | 花地瑪堂區   |
| 大炮台山           | 57.3       | 聖安多尼堂區 |
| 青洲山             | 54.5       | 花地瑪堂區   |
| 馬交石山           | 48.1       | 花地瑪堂區   |

## 人口分佈
澳門半島自古以來都是澳門居民的主要居住地，根據統計暨普查局於2011年進行的人口普查顯示，澳門半島的居住人口為469,009人，佔全澳門總人口中的84.9%，而有一半的人口都居住在花地瑪堂區（北區）。澳門半島的人口密度為每平方公里50,431人，高於整體密度（每平方公里18,478人），為世界人口密度最高的地區之一。

## 區域劃分

### 官方行政區劃
澳門半島由5個堂區組成，分別是：

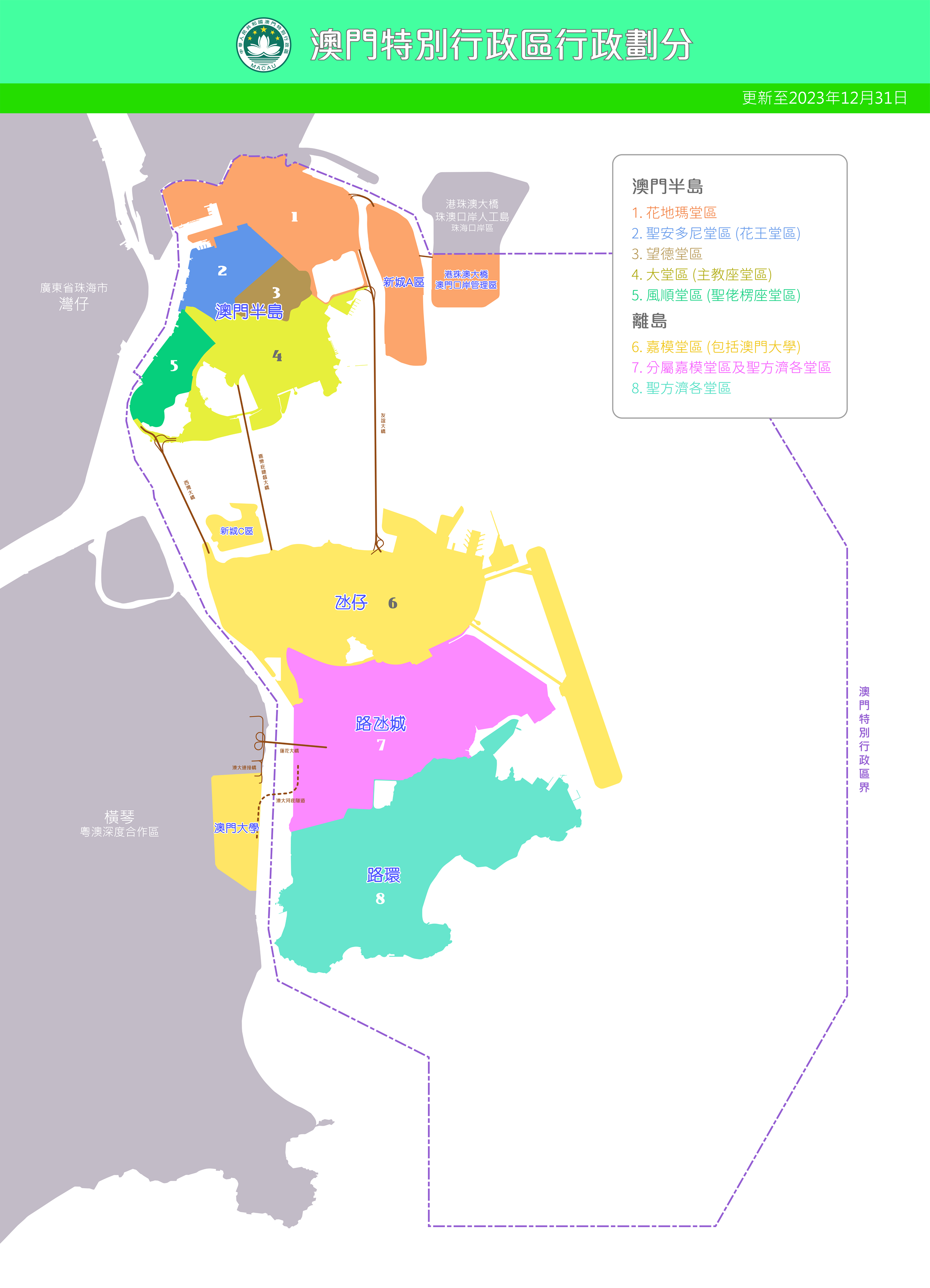
澳門行政區劃圖

- 花地瑪堂區（青洲區、台山區、黑沙環及祐漢區、黑沙環新填海區、望廈及水塘區、筷子基區、新城A區）
- 聖安多尼堂區（林茂塘區、高士德及雅廉訪區、新橋區、沙梨頭及大三巴區）
- 大堂區（新口岸區、外港及南灣湖新填海區、中區）
- 望德堂區（荷蘭園區、東望洋區）
- 風順堂區（下環區、南西灣及主教山區）

堂區是天主教澳門教區的一種劃分澳門地區的方法，雖然政府部門廣泛使用，但它不是澳門的行政分區，也沒有被多數澳門市民所接納或使用。

### 澳門市民常用的行政區劃

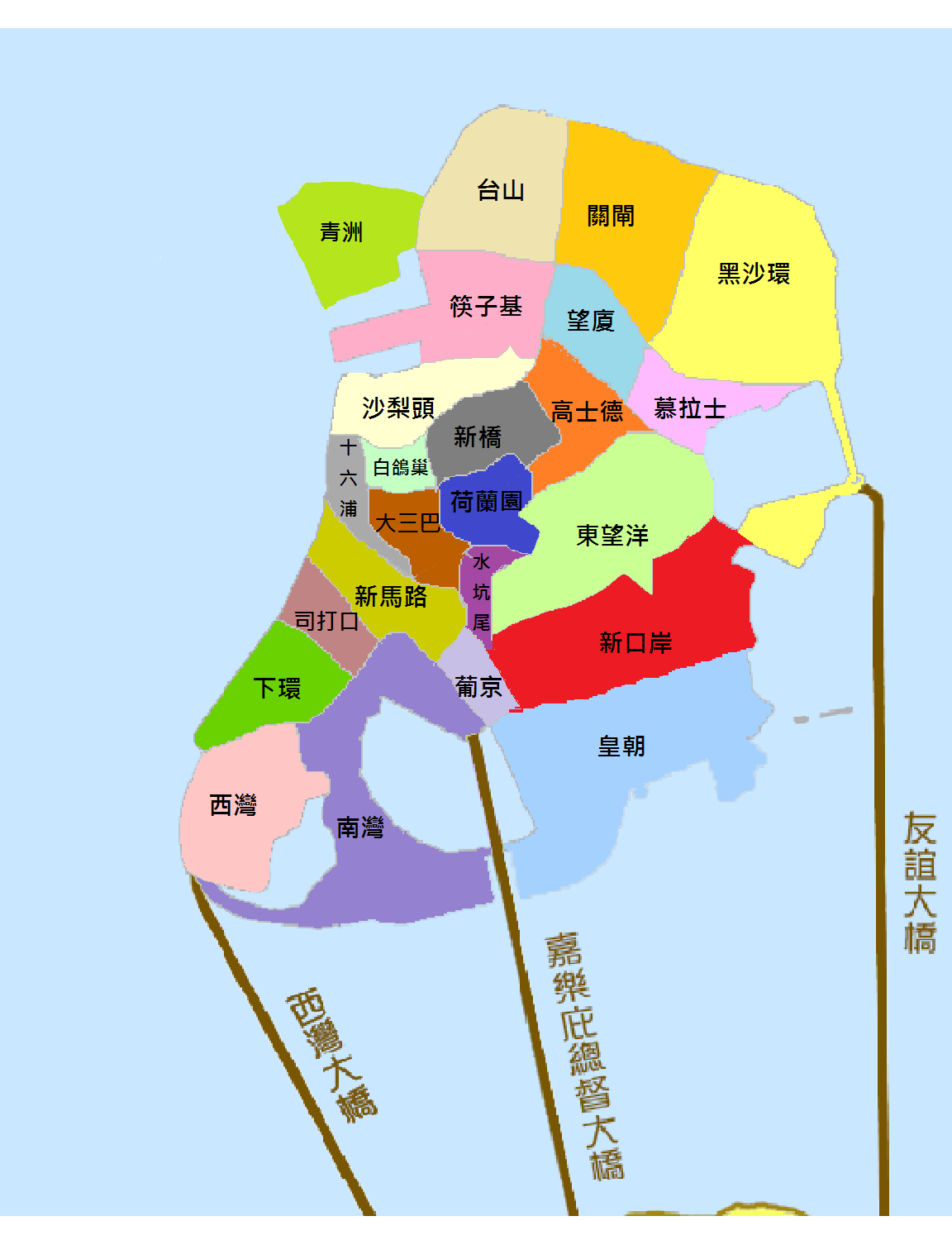
澳門市民常用的行政區劃

澳門人日常生活更為傾向以該區的建築物、建築特色、土地用途、街名、人口分佈和實際的地理位置來對澳門作出分區。而氹仔、路氹和路環因甚少人居住而沒有分區。

## 交通

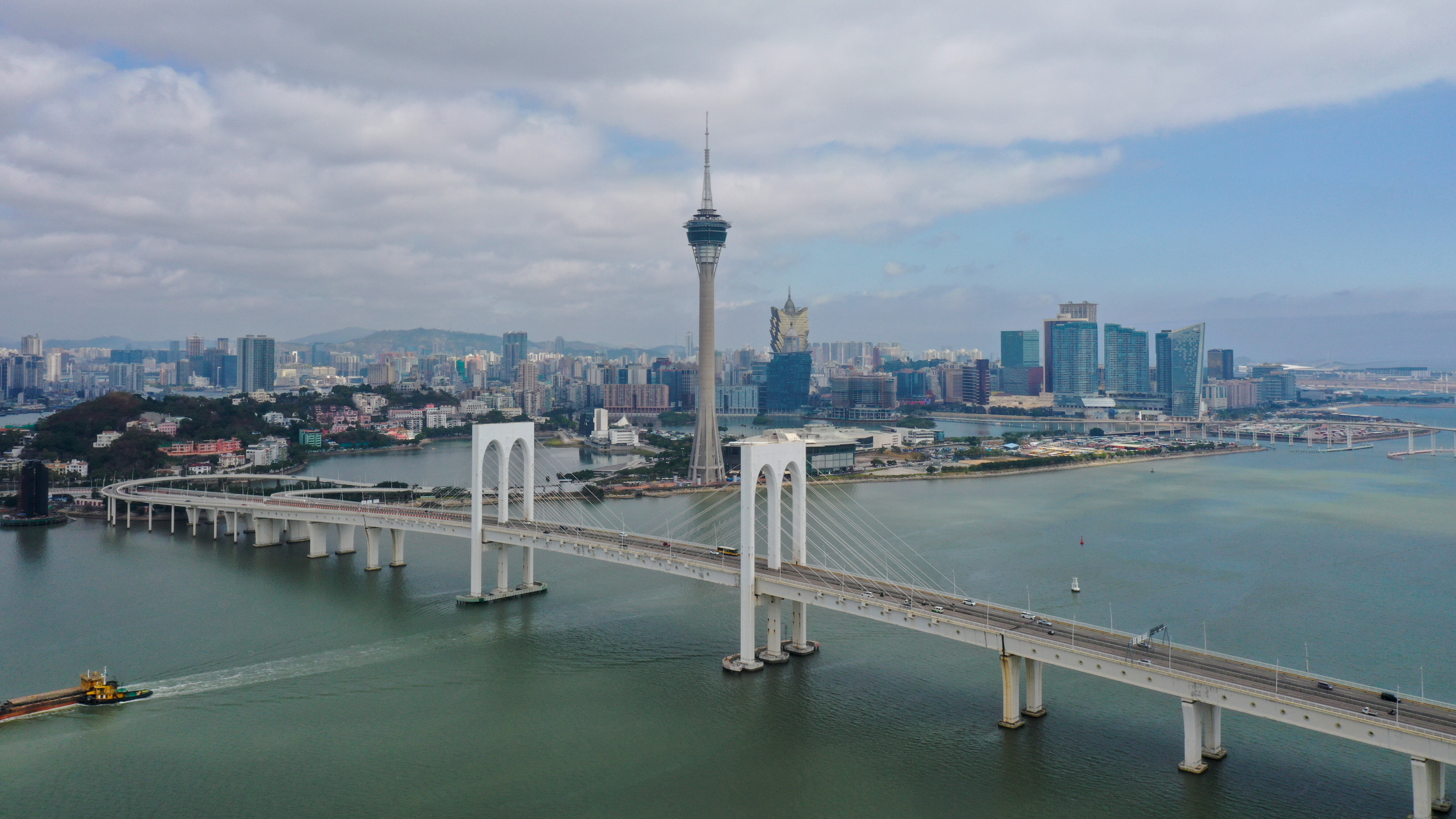
澳门半岛西南景观，前景为西灣大橋，后侧为观光塔

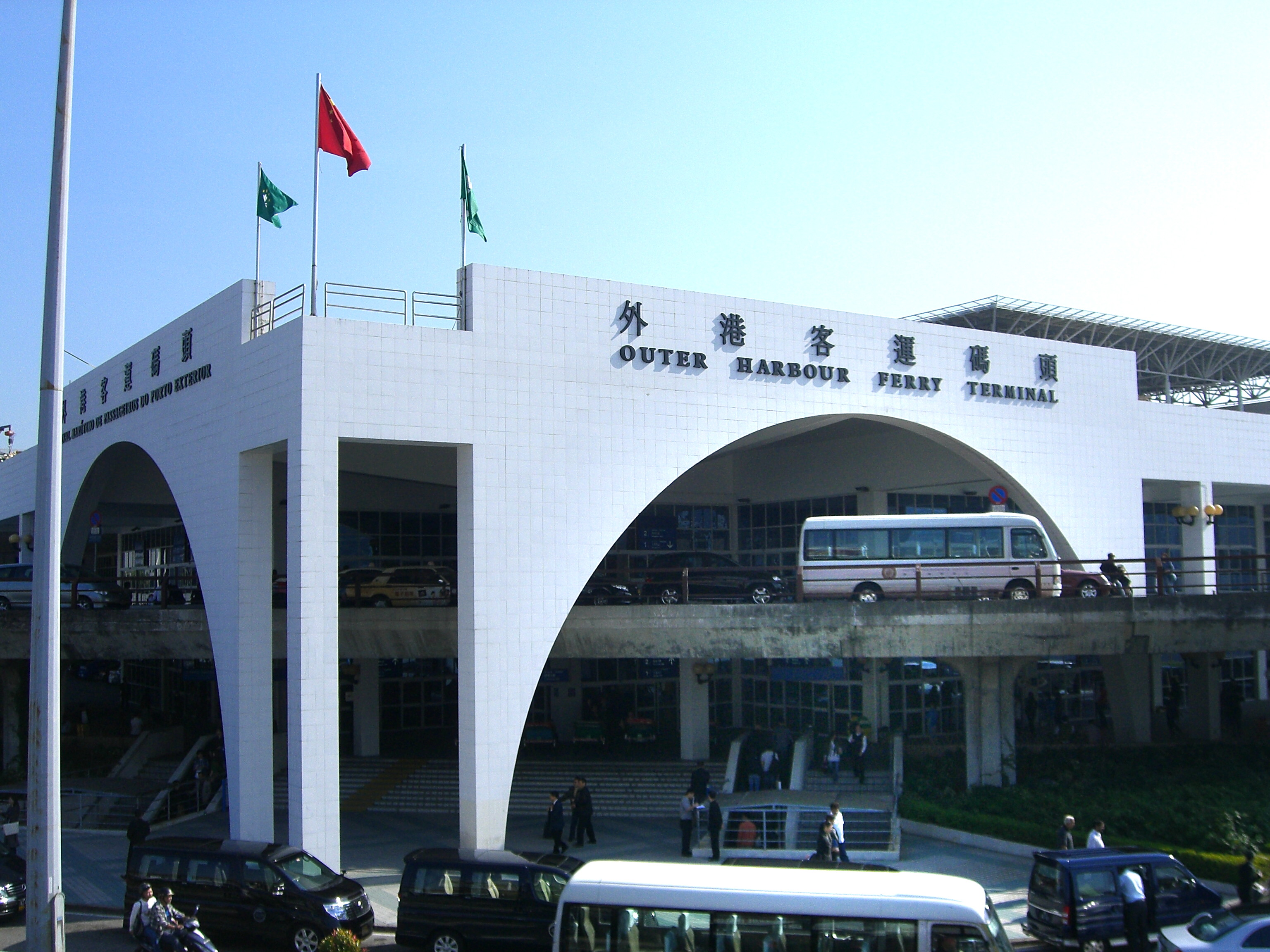
外港客運碼頭，澳門主要的海上客運碼頭

### 陸上交通
澳門開埠初期，人們主要以步行、馬車、人力車這三種方式出行。到了20世紀初期，開始有街坊車（澳門早期的巴士）出現在澳門半島。現至今日，巴士成為澳門半島以及連接離島（氹仔和路環）的主要公共交通工具，也是澳門居民最常用的公共交通工具。的士是澳門半島另一種常見公共交通工具，主要服務本地居民和遊客。此外，還有主要服務遊客的人力車及發財車行走於澳門半島。
大眾捷運系統方面，澳門輕軌澳門半島線已擱置興建，氹仔線延伸至澳門媽閣站於2023年12月8日正式通車；連接關閘途經東方明珠、新城A區的澳門輕軌東線工程於2023年10月20日正式動工，預計於2028年完工；而原第二期路線（西線）作遠期規劃，未有興建時間表。
步行系統作為輔助巴士及連接輕軌系統的交通工具，目前澳門半島內設有焯公亭步行系統、愕街自動扶梯系統、松山行人隧道，另計劃興建林茂塘空中走廊、東北大馬路空中走廊及青茂口岸至舊狗場步行通道方便居民出入使用步行方式往返各個目的地。

### 跨海交通
在嘉樂庇總督大橋建成通車之前，往來澳門半島與離島（氹仔和路環）的途徑是乘坐渡輪，由當時的澳門海島市小輪船有限公司（即後來的澳巴）經營。1974年10月5日，連接澳門半島和氹仔島的第一條跨海大橋（嘉樂庇總督大橋）正式通車，標誌著澳門三島正式以陸路的方式連結起來。同時，輪渡式微，巴士在此開始成為澳門半島往來離島的主要交通工具。
現時，澳門半島和氹仔島之間以四條跨海大橋連接在一起。分別為嘉樂庇總督大橋（1974年通車）、友誼大橋（1994年通車）、西灣大橋（2005年1月通車）和澳門大橋（2024年10月通車），四條大橋都會在懸掛八號風球或以上颱風訊號時會封閉。嘉樂庇總督大橋為公交專道，僅供巴士、的士及緊急車輛使用，值得一提，它是唯一一條供行人行走的跨海大橋；西灣大橋為澳門第一條雙層式大橋，上層提供4線普通行車線，兩線為電單車專道，下層設有澳門輕軌氹仔線軌道及供颱風時三條大橋封閉時供輕型汽車行駛的行車道。以海底隧道形式興建的澳門輕軌東線正在興建中。

### 跨境交通
澳門半島上有兩個港口，分別為西面的內港和東面的外港客運碼頭。外港的外港客運碼頭，其中內港客運碼頭只有一條澳門內港至珠海灣仔跨境海上客運航線營運；外港客運碼頭主要營運往返香港市區、尖沙咀、香港國際機場海天中轉大樓，以及往返深圳蛇口及機場的海上客運航線。港珠澳大橋設有澳門邊檢大樓，位於新城A區旁邊的東北人工島上。

### 東望洋跑道
由澳門半島街道組成的東望洋跑道是世界著名的街場跑道，每年均會舉辦澳門格蘭披治大賽車。

## 外部連結
- Google Maps 的澳門半島衛星圖片 （页面存档备份，存于）